# Premio Ariel per il miglior film iberoamericano
Il Premio Ariel per il miglior film iberoamericano (Ariel a mejor película iberoamericana) è un riconoscimento annuale del Premio Ariel assegnato al miglior film in lingua ibero-romanza dall'Academia Mexicana de Artes y Ciencias Cinematográficas, a partire dall'edizione del 2000.

## Vincitori e candidati
I vincitori sono indicati in grassetto

### Anni 2000-2009
- 2000
  - O primeiro dia, regia di Walter Salles e Daniela Thomas (Brasile)
  - Tutto su mia madre (Todo sobre mi madre), regia di Pedro Almodóvar (Spagna)
  - La vendedora de rosas, regia di Víctor Gaviria (Colombia)
- 2001
  - Solas, regia di Benito Zambrano (Spagna)
  - Garage Olimpo, regia di Marco Bechis (Argentina)
  - Ratas, ratones, rateros, regia di Sebastián Cordero (Ecuador)
- 2002
  - Miel para Oshún, regia di Humberto Solás (Cuba)[1]
  - El bien esquivo, regia di Augusto Tamayo San Román (Perù)
  - Taxi para tres, regia di Orlando Lübbert (Cile)
- 2003
  - El último tren, regia di Diego Arsuaga (Uruguay)
  - Como el gato y el ratón, regia di Rodrigo Triana (Colombia)
  - Nada, regia di Juan Carlos Cremata Malberti (Cuba)
- 2004
  - I lunedì al sole (Los lunes al sol), regia di Fernando León de Aranoa (Spagna)
  - Piccole storie (Historias minimas), regia di Carlos Sorín (Argentina)
  - El viaje hacia el mar, regia di Guillermo Casanova (Uruguay)
- 2005
  - Whisky, regia di Juan Pablo Rebella e Pablo Stoll (Uruguay)
  - Machuca, regia di  Andrés Wood (Cile)
  - Ti do i miei occhi (Te doy mis ojos), regia di Icíar Bollaín (Spagna)
- 2006
  - Sumas y restas, regia di Víctor Gaviria (Colombia)[2]
  - Mare dentro (Mar adentro), regia di Alejandro Amenábar (Spagna)
  - Play, regia di Alicia Scherson (Cile)
- 2007
  - La vita segreta delle parole (La vida secreta de las palabras), regia di Isabel Coixet (Spagna)[3]
  - Alice, regia di Marco Martins (Portogallo)
  - En la cama, regia di Matías Bize (Cile)
- 2008
  - XXY, regia di Lucía Puenzo (Argentina)[4]
  - Satanás, regia di Andrés Baiz (Colombia)
  - Tropa de Elite - Gli squadroni della morte (Tropa de Elite), regia di José Padilha (Brasile)
- 2009
  - Leonera, regia di Pablo Trapero (Argentina)[5]
  - Perro come perro, regia di Carlos Moreno (Colombia)
  - Tony Manero, regia di Pablo Larraín (Cile)

### Anni 2010-2019
- 2010
  - Il segreto dei suoi occhi (El secreto de sus ojos), regia di Juan José Campanella (Argentina)[6]
  - Affetti & dispetti (La nana), regia di Sebastián Silva (Cile)
  - Il canto di Paloma (La teta asustada), regia di Claudia Llosa (Perù)

- 2011
  - También la lluvia, regia di Icíar Bollaín (Spagna) (ex aequo)[7]
  - José Martí: el ojo del canario, regia di Fernando Pérez Valdés (Cuba) (ex aequo)[7]
  - El hombre de al lado, regia di Mariano Cohn e Gastón Duprat (Argentina)
- 2012
  - Pa negre, regia di Agustí Villaronga (Spagna)[8]
  - Violeta Parra Went to Heaven (Violeta se fue a los cielos), regia di Andrés Wood (Cile)
  - La hora cero, regia di Diego Velasco (Venezuela)
- 2013
  - Blancanieves, regia di Pablo Berger (Spagna)[9]
  - Pescador, regia di Sebastián Cordero (Ecuador)
  - No - I giorni dell'arcobaleno (No), regia di Pablo Larraín (Cile)
- 2014
  - Gloria (Gloria), regia di Sebastián Lelio (Cile)[10]
  - 15 años y un día, regia di Gracia Querejeta (Spagna)
  - Anina, regia di Alfredo Soderguit (Uruguay)
  - Melaza, regia di Carlos Lechuga (Cuba)
  - The German Doctor (Wakolda), regia di Lucía Puenzo (Argentina)
- 2015
  - Storie pazzesche (Relatos salvajes), regia di Damián Szifrón (Argentina)[11]
  - Condotta (Conducta), regia di Ernesto Daranas (Cuba)
  - La isla mínima, regia di Alberto Rodríguez (Spagna)
  - Mr. Kaplan, regia di Álvaro Brechner (Uruguay)
  - Pelo malo, regia di Mariana Rondón (Venezuela)
- 2016
  - El abrazo de la serpiente, regia di Ciro Guerra (Colombia)
  - Il clan (El clan), regia di Pablo Trapero (Argentina)
  - Il club (El club), regia di Pablo Larraín (Cile)
  - Un lupo alla porta (O Lobo Atrás da Porta), regia di Fernando Coimbra (Brasile)
  - Truman - Un vero amico è per sempre (Truman), regia di Cesc Gay (Spagna)
- 2017
  - Il cittadino illustre (El ciudadano ilustre), regia di Mariano Cohn e Gastón Duprat (Argentina)
  - È arrivata mia figlia! (Que Horas Ela Volta?), regia di Anna Muylaert (Brasile)
  - Anna, regia di Jacques Toulemonde Vidal (Colombia)
  - Such is Life in the Tropics (Sin Muertos No Hay Carnaval), regia di Sebastián Cordero (Ecuador)
  - La vendetta di un uomo tranquillo (Tarde para la ira), regia di Raúl Arévalo (Spagna)
- 2018
  - Una donna fantastica (Una mujer fantástica), regia di Sebastián Lelio (Cile)[12]
  - Zama, regia di Lucrecia Martel (Argentina)
  - Aquarius, regia di Kleber Mendonça Filho (Brasile)
  - La mujer del animal, regia di Victor Gaviria (Colombia)
  - Últimos Días en La Habana, regia di Fernando Pérez (Cuba)
- 2019
  - Oro verde - C'era una volta in Colombia (Pájaros de verano), regia di Ciro Guerra e Cristina Gallego (Colombia)[13]
  - Non ci resta che vincere (Campeones), regia di Javier Fesser (Spagna)
  - L'angelo del crimine (El ángel), regia di Luis Ortega (Argentina)
  - Una notte di 12 anni (La noche de los 12 años), regia di Álvaro Brechner (Uruguay)
  - Le ereditiere (Las herederas), regia di Marcelo Martinessi (Paraguay)

### Anni 2020-2029
- 2020 - Dolor y gloria, regia di Pedro Almodóvar (Spagna)
  - Criminali come noi (La Odisea de los Giles), regia di Sebastián Borensztein (Argentina/Spagna)
  - La vita invisibile di Eurídice Gusmão (A vida invisível), regia di Karim Aïnouz (Brasile)
  - Monos - Un gioco da ragazzi (Monos), regia di Alejandro Landes (Colombia)
  - Retablo, regia di Álvaro Delgado-Aparicio (Perù)
- 2021 - El agente Topo, regia di Maite Alberdi (Cile)
  - Babenco – Alguém tem que ouvir o coração e dizer: Parou, regia di Bárbara Paz (Brasile)
  - La nostra storia (El olvido que seremos), regia di Fernando Trueba (Colombia)
  - La Llorona, regia di Jayro Bustamante (Guatemala)
  - Las niñas, regia di Pilar Palomero (Spagna)